# داني نغيسان
داني نغيسان (بالفرنسية: Djombo N'Guessan)‏ هو لاعب كرة قدم فرنسي في مركز الوسط، ولد في 11 أغسطس 1987 في إيفري سور سين في فرنسا. لعب مع بورت فايل وتشارلتون أثلتيك وسكونثورب يونايتد وسويندون تاون وليستر سيتي ونادي أوكسير ونادي بوسطن يونايتد ونادي دونكاستر روفرز ونادي رينجرز ونادي ساوثهامبتون ونادي لاريسا ونادي لينكولن سيتي ونادي ميلوول.

## وصلات خارجية
- داني نغيسان على موقع قاعدة بيانات كرة القدم.إي يو (الإنجليزية)
- داني نغيسان على موقع Soccerbase.com (لاعب) (الإنجليزية)
- داني نغيسان على موقع Soccerway.com (الإنجليزية)